# Tinallinge
Tinallinge (Gronings: Tinaalng) is een dorp in de gemeente Het Hogeland in de Nederlandse provincie Groningen. Het dorp is gelegen tussen Baflo, Onderdendam en Abbeweer en heeft 290 inwoners (2023).

## Geschiedenis
Tinallinge is ontstaan op een wierde, die waarschijnlijk ontstond rond 500 v.Chr. en een oppervlakte van 6 hectare heeft. De wierde heeft een hoogte van 3,7 meter (boven NAP). Het grootste deel van de wierde is onbebouwd. De ossengang rond de wierde is nog deels intact. De oudste vermelding van het dorp dateert uit de tiende eeuw als het Ingaddingenheim wordt genoemd. Na het begin van de 20e eeuw is er nauwelijks meer gebouwd. In 2003 werd de wierde tot archeologisch monument verklaard. Gemeentelijk behoorde het dorp tot 1990 tot de gemeente Baflo en vervolgens tot 2019 tot de gemeente Winsum.
Op de wierde staat een kerk, waaromheen de bebouwing is geplaatst. Tegenover de kerk staat de vroegere hervormde dorpsschool (verenigingsgebouw) uit de 19e eeuw, die nu in gebruik is als dorpshuis. Ernaast staat de vroegere schoolmeesterswoning. Naast de kerk staat de pastorie (weem), die begin 21e eeuw is herbouwd in oude stijl. Ten noorden van de kerk ligt een kruidentuin met boomgaard.

## Bevolkingsontwikkeling
| 161¹                                                                                  | 198¹ | 127 | 100 | 155 | 165 | 104 | 242¹ | 163 | 139 | 154 | 70 | 70 | 50 | 55 | 92 | 55 | 55 | 60 |
| Data afkomstig van volkstellingen.nl & CBS. ¹incl. buiten kom (Abbeweer en De Vennen) |      |     |     |     |     |     |      |     |     |     |    |    |    |    |    |    |    |    |

| Demografische ontwikkeling tussen 1859 en 2021                      |
| ------------------------------------------------------------------- |
|                                                                     |
| ■ Data afkomstig van volkstellingen.nl ■ Data afkomstig van het CBS |

## Gebouwen

### Kerk
In het dorp staat boven op de wierde het Onze Lieve Vrouwekerkje uit ongeveer 1250. De laatste restauratie vond plaats in 2003. In 2010 droeg de hervormde gemeente de kerk over aan de Stichting Oude Groninger Kerken.

### Borg
Ten noorden van Tinallinge heeft de borg Ter Weer gestaan. Op het grafschrift van Barthold Tjarda van Starkenborgh uit 1573 wordt vermeld dat deze hoofdeling was te Eenrum en Tinallinge, maar de borg wordt pas voor het eerst genoemd in 1662. Tot 1671 was de borg eigendom van de familie Tjarda van Starkenborgh en vervolgens tot de afbraak in 1720 van Pompeius Gruys. Op de plek werd later de gelijknamige boerderij Ter Weer gebouwd.

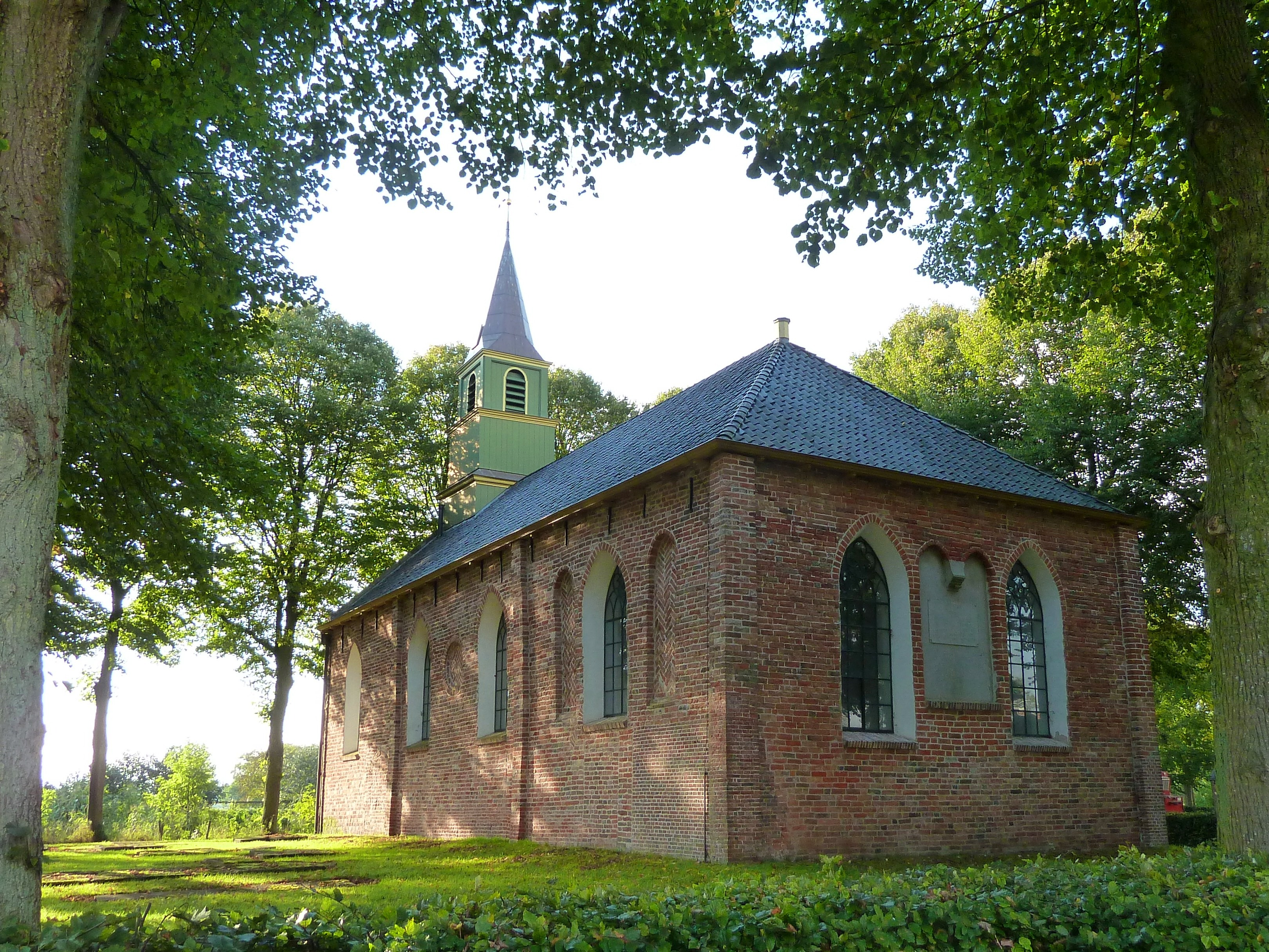
Kerkje van Tinallinge
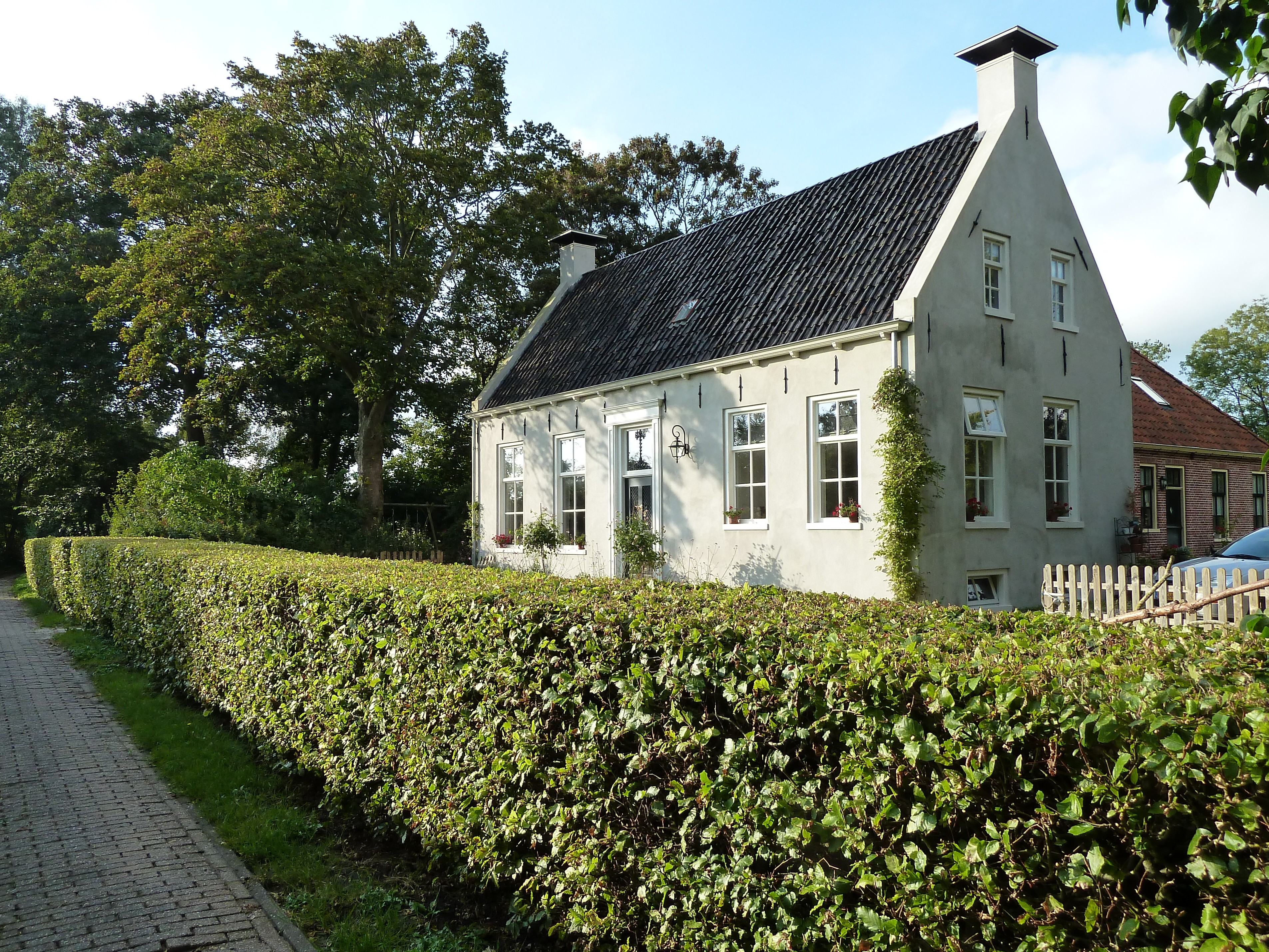
Herbouwde pastorie
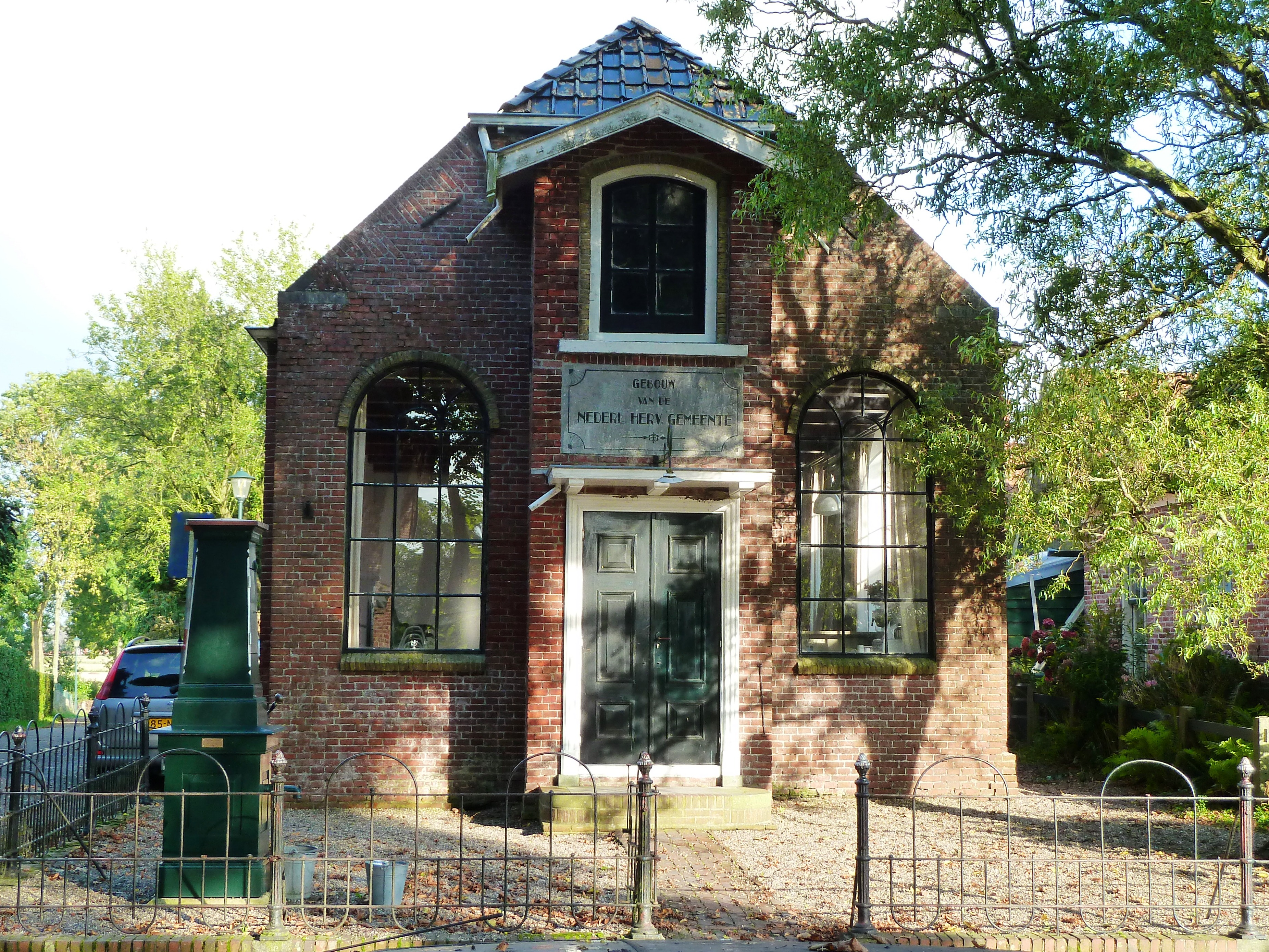
Voormalig dorpsschooltje (tot 1928), nu dorpshuis. De groene pomp ervoor werd herbouwd in 2008.

## Natuurgebied
Tegen de zuidkant van Tinallinge ligt het ongeveer 26 hectare grote gelijknamige natuurgebied Tinallinge van Natuurmonumenten, een weidevogelgebied waar onder meer de kievit, tureluur en grutto broeden. Om het terrein te vernatten wordt er samengewerkt met een steenfabriek uit uit Oude Pekela. Deze graaft een dunne kleilaag af, zodat het perceel én de slootwallen verlaagd worden. Van de vrijgekomen klei worden de typische oranjerode Groninger Strengpers-bakstenen geproduceerd. 

## Omgeving
Ten zuiden van het dorp ligt het Tinallingermaar, en ten noorden ligt het Rasquerdermaar.